# 布引高原

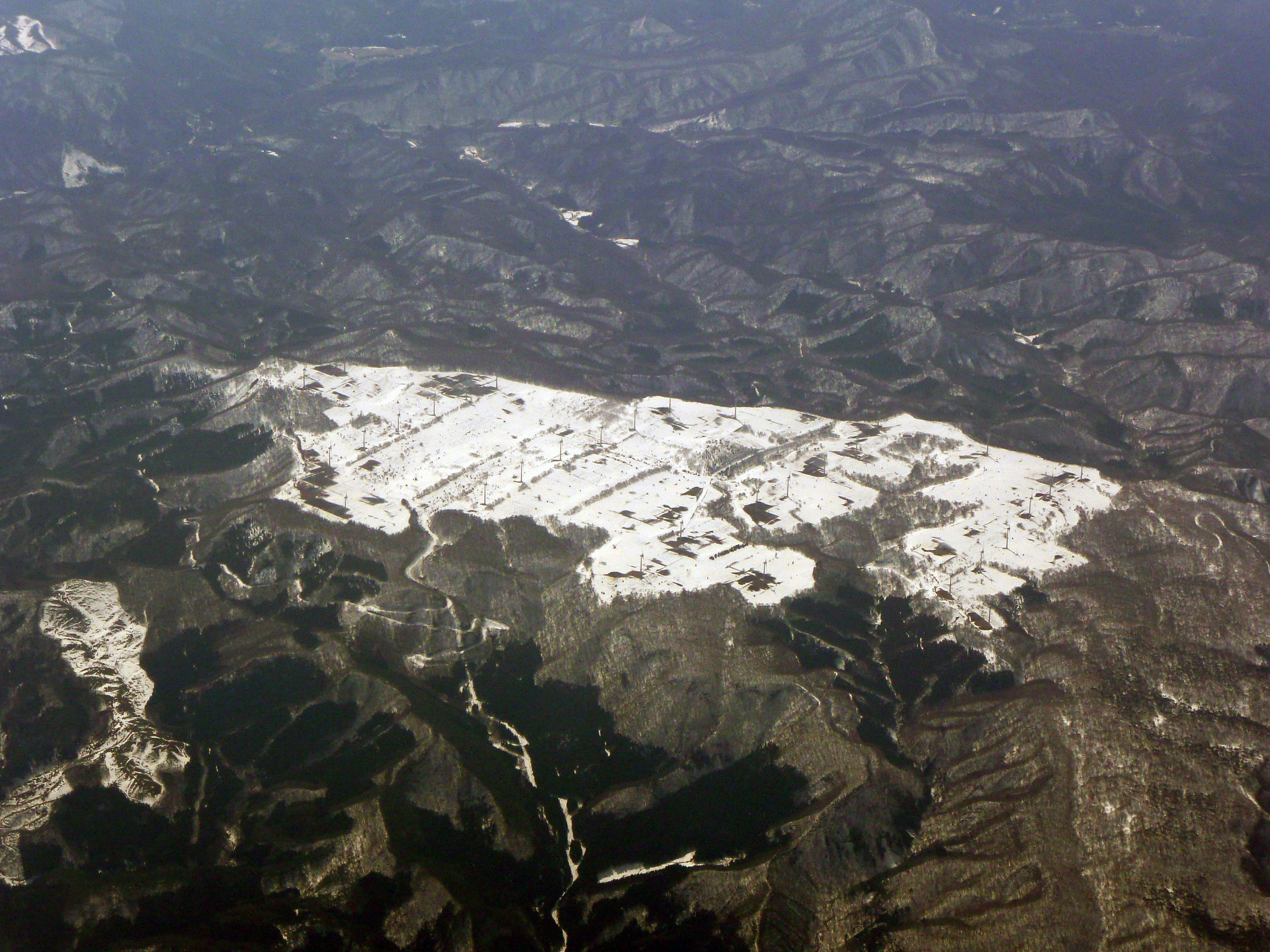
布引高原空撮(平成21年3月)

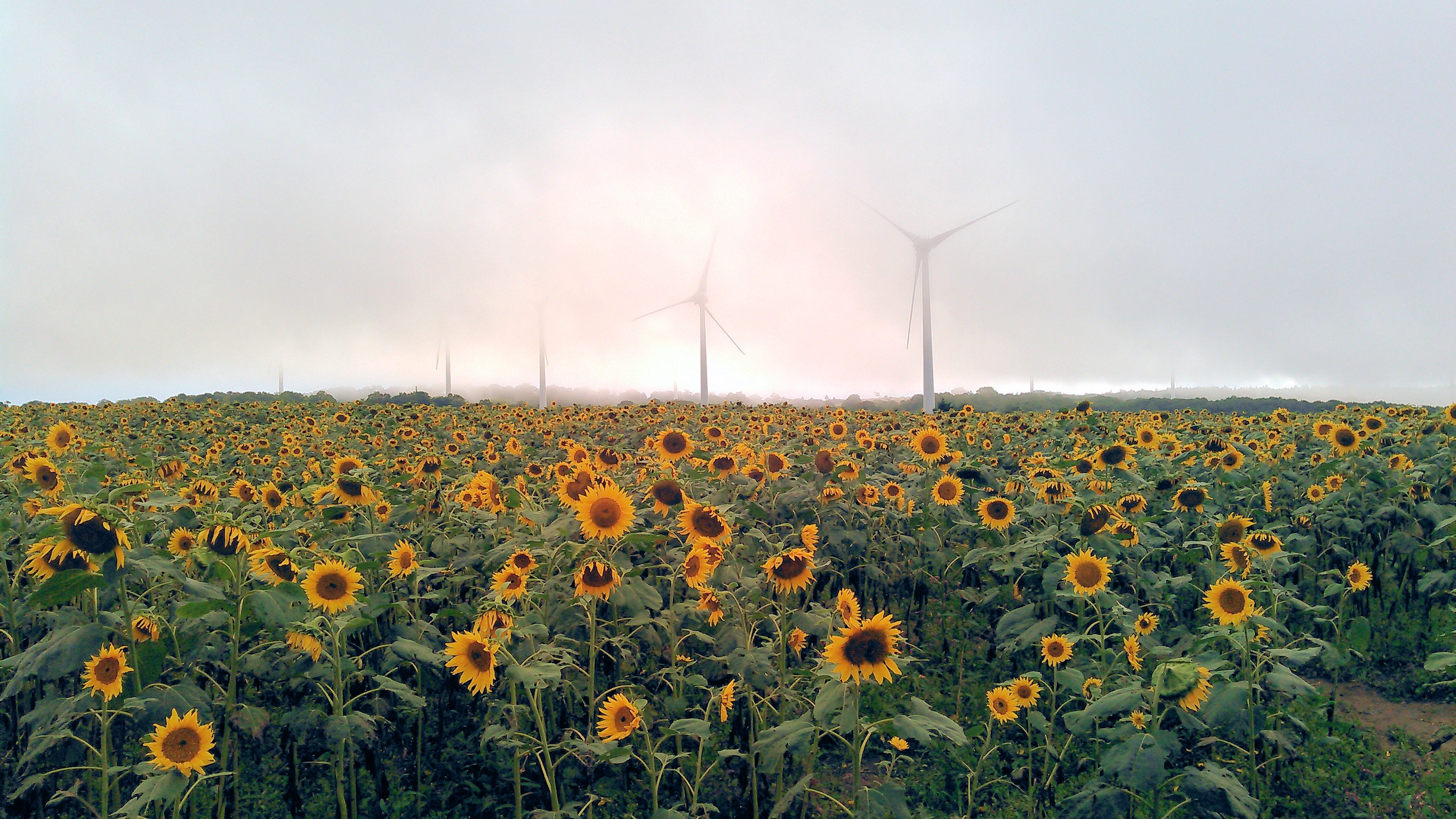
布引高原に咲くひまわり。(平成29年9月)

布引高原（ぬのびきこうげん）とは、郡山市内の西部、猪苗代湖南側に広がる会津布引山（標高1081m）を中心とした標高約1080mの台地状の高原である。

## 概要
冬季は深い雪により道路が閉鎖されるため人家は無く、耕作は猪苗代湖畔の集落から通って行われている。
風車33基を備える発電所出力65,980キロワットの国内最大出力（建設当時）の風力発電設備が2006年（平成18年）12月運転開始を目指して電源開発株式会社により計画、建設され、同年11月15日に設備見学会が行われ、翌2007年（平成19年）2月営業運転を開始した。
発電用の風車は1基の高さが約100m、羽根の長さが約30mある。発電所の建設に伴い、一帯は郡山布引風の高原と名づけられた。
2011年（平成23年）頃からは、福島ひまわり里親プロジェクトなどでひまわりが数多く植えられるようになり、8月下旬から9月中旬にかけては、約40万本とも言われるひまわりが咲くひまわりの名所として紹介されるようになった。この他、菜の花やコスモスの名所としても紹介されることがある。

## 周辺の観光ポイント
- 猪苗代湖　舘浜など湖水浴
- 舟津公園（湖南町舟津）
- 馬入新田水芭蕉群生地（湖南町馬入新田）
- 菅滝（湖南町福良）
- 鬼沼（湖南町舟津）
- 屏風岩（湖南町舟津）
- 中地の大仏（湖南町中野字堰内2488東光寺）　東北地方最大の坐像大仏
- 大仏のケヤキ（湖南町中野字堰内2488東光寺）
- 赤津のカツラ

## 交通
- 公共交通機関なし（湖南町までJR東日本磐梯熱海駅、上戸駅より会津バス運行有り）
- 東北自動車道郡山南ICより車40分、湖南町福良より車で約15分
- JR東日本郡山駅より車60分

## 画像Gallery

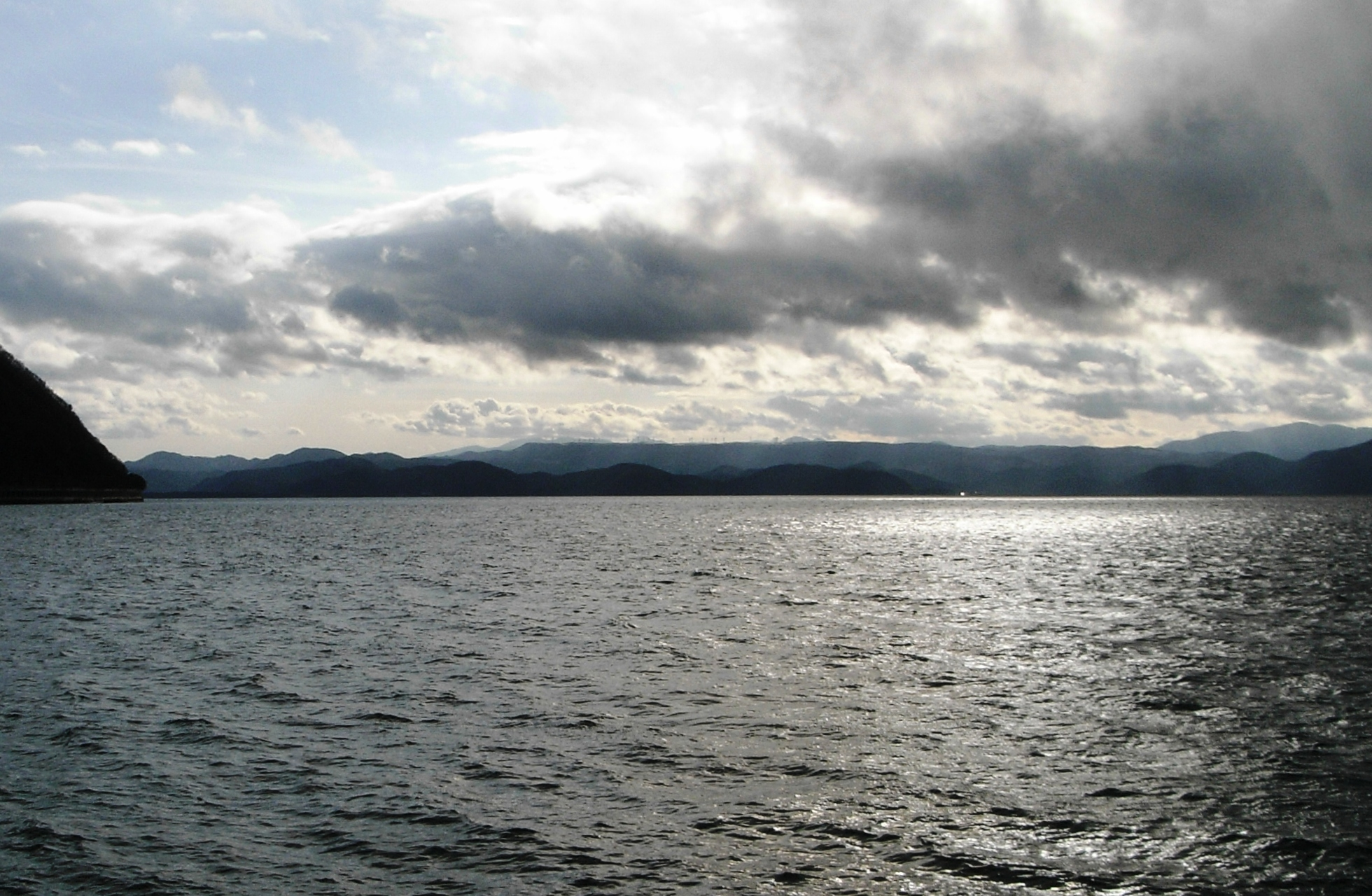
猪苗代湖より見る会津布引山(布引高原)。山頂に風車が林立する。 (平成19年12月)
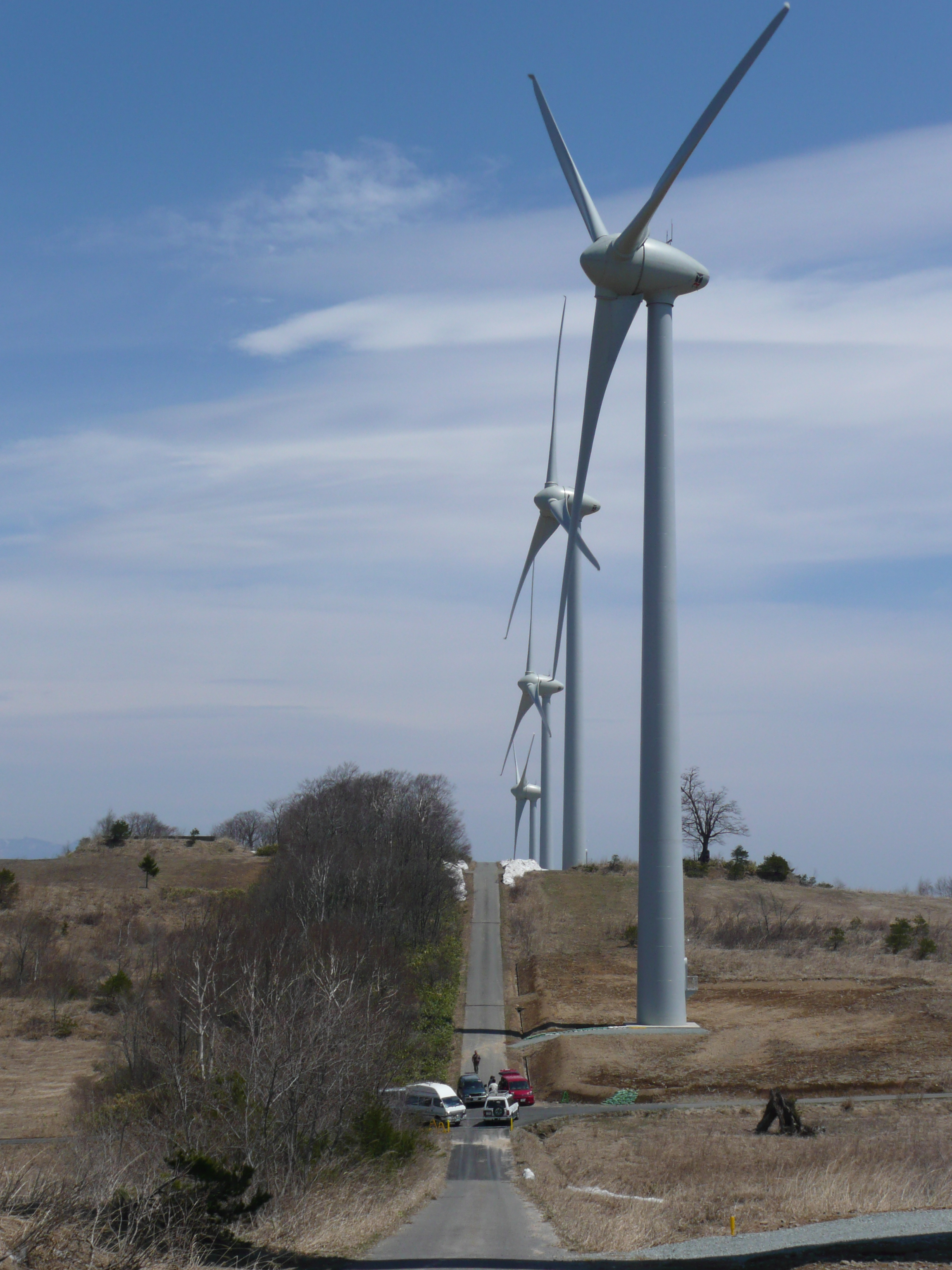
布引風力発電所-風車の巨大さを知る。 (平成19年4月)
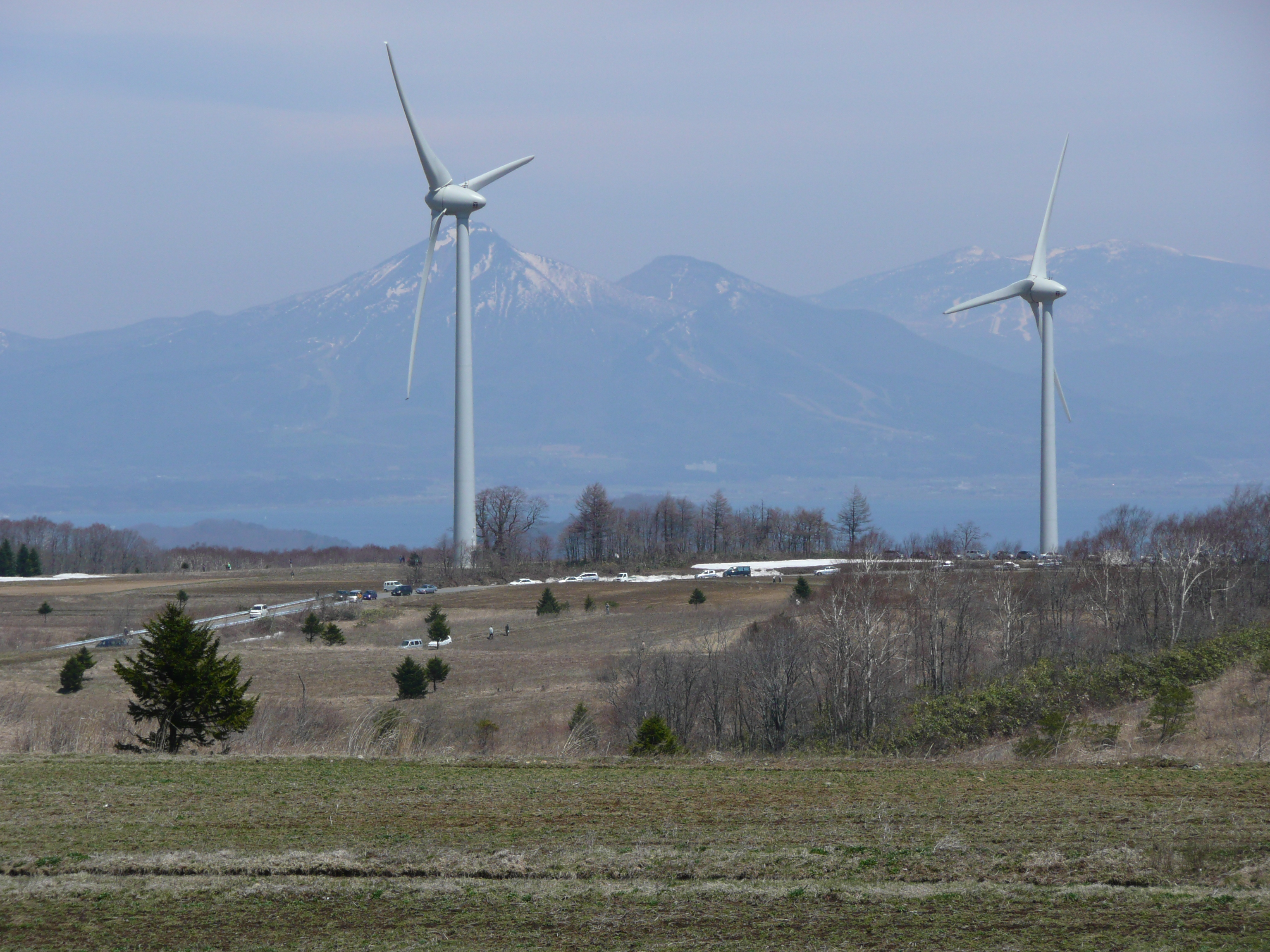
布引風力発電所-明治の噴火により山頂がえぐられた磐梯山と眼下の猪苗代湖 (平成19年4月)
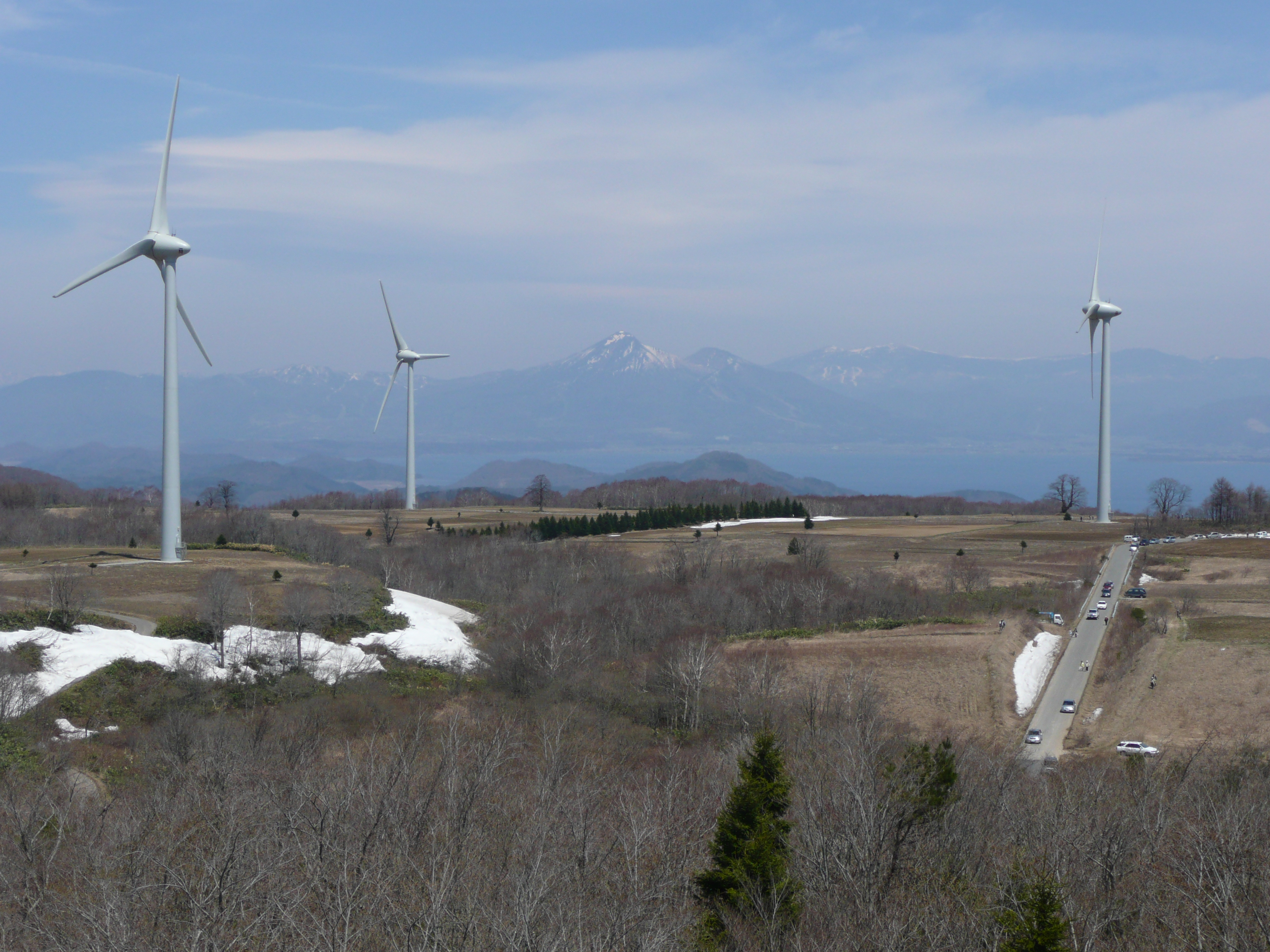
布引風力発電所-布引高原から望む磐梯山と猪苗代湖 (平成19年4月)
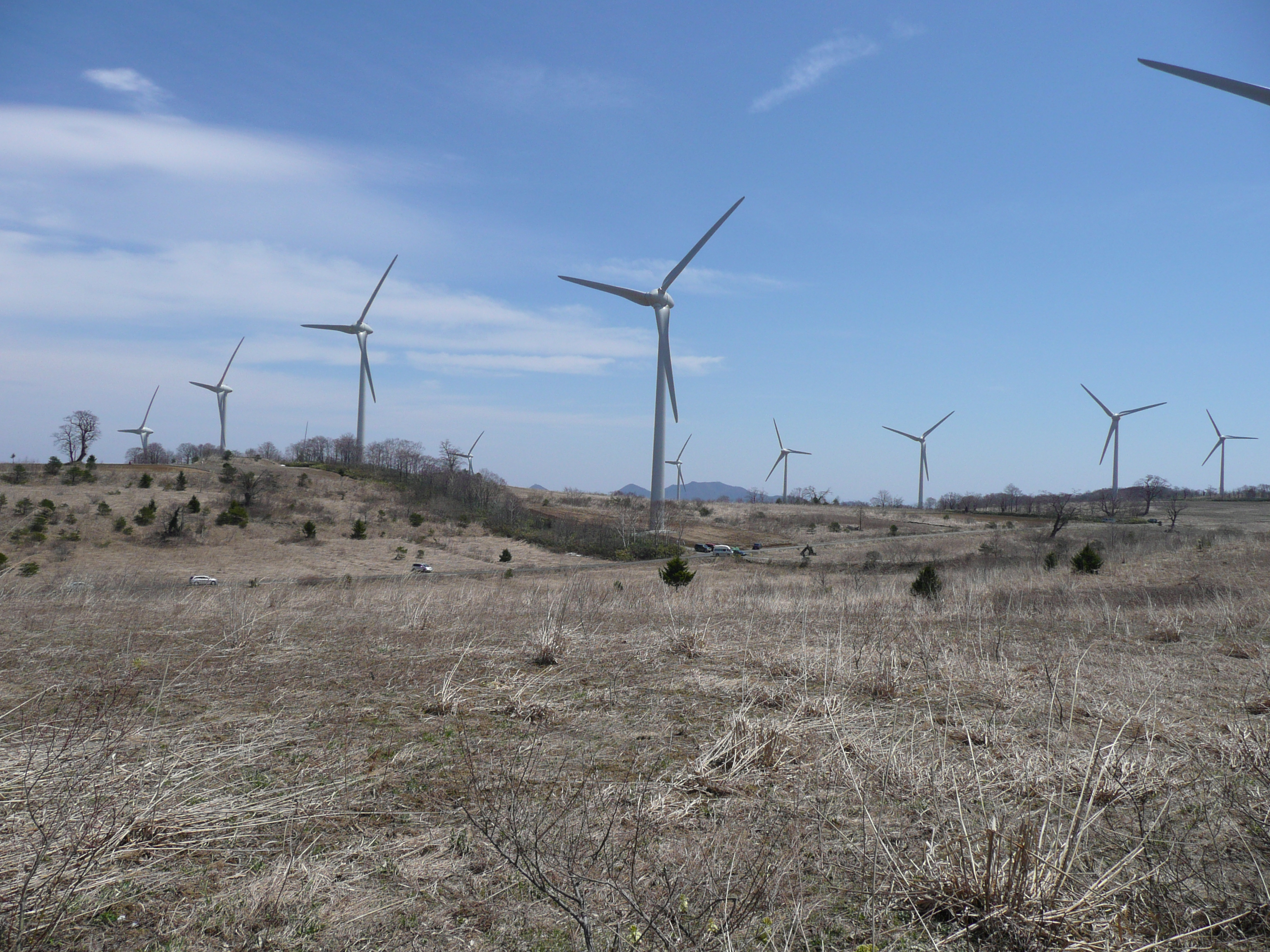
布引風力発電所-なだらかな高原の畑に風車が立ち並ぶ (平成19年4月)
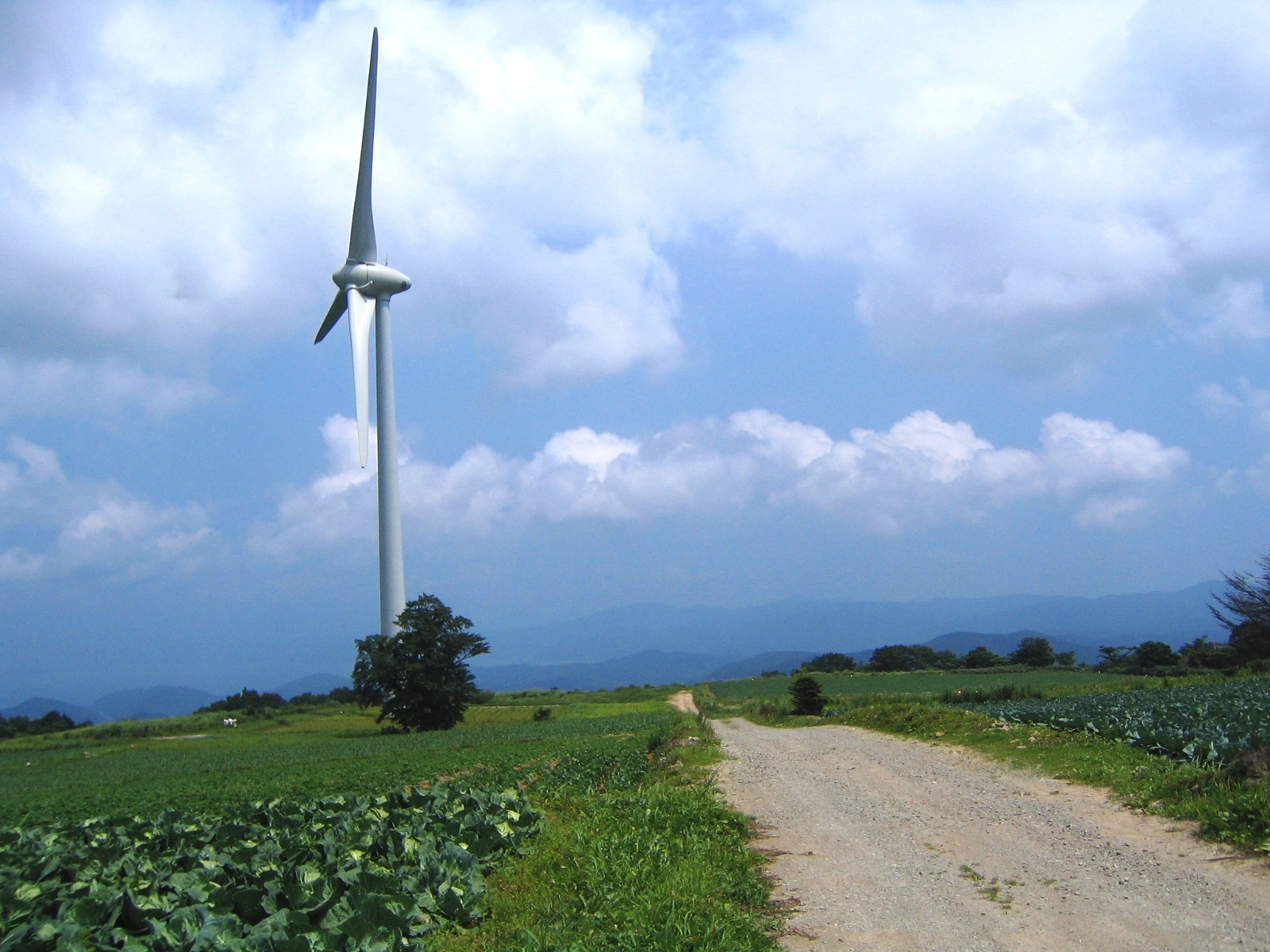
布引風力発電所-布引高原のキャベツ畑と風車。 (平成19年8月)
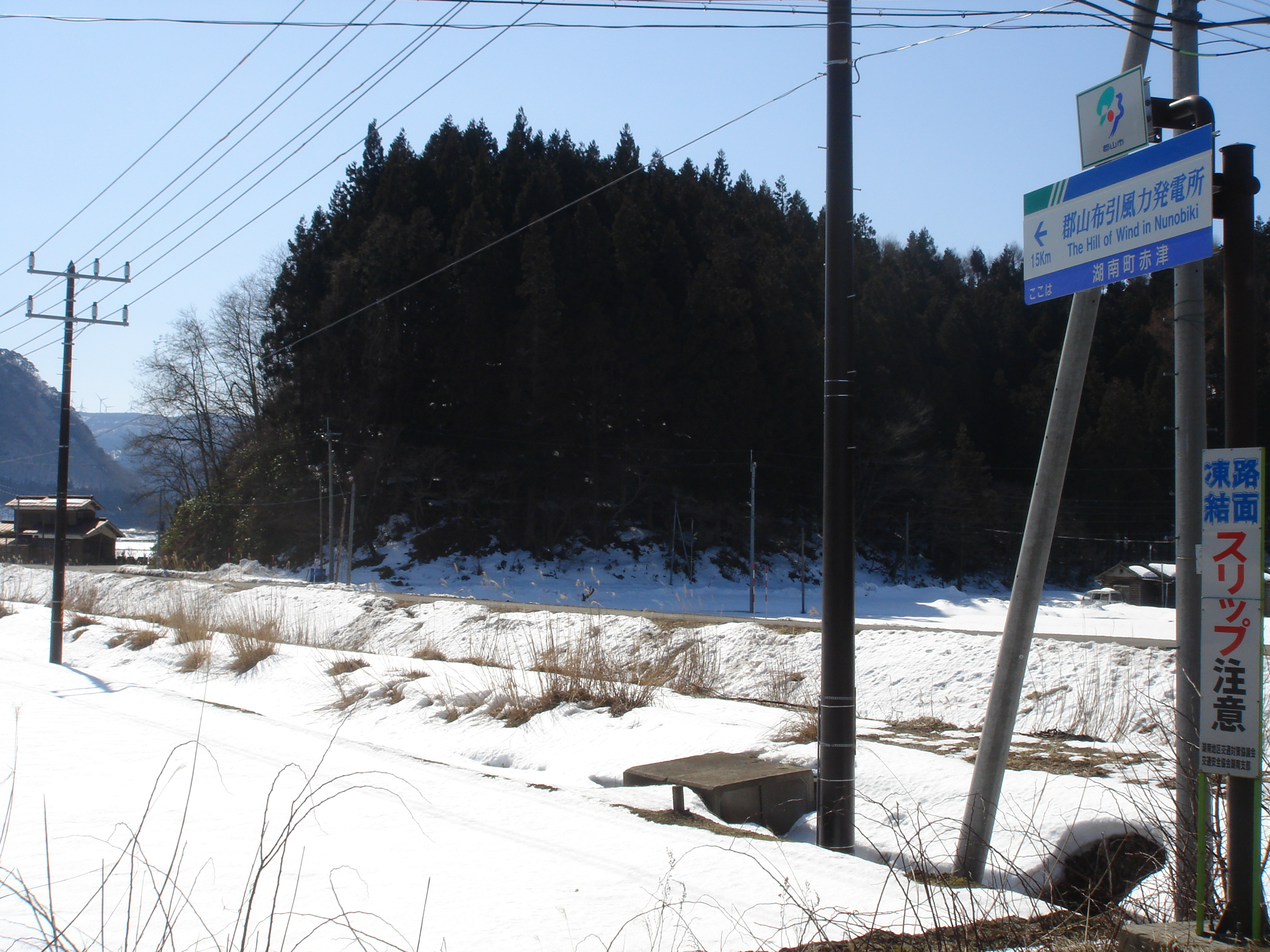
郡山市湖南町赤津の道標と風車。 (平成19年2月)
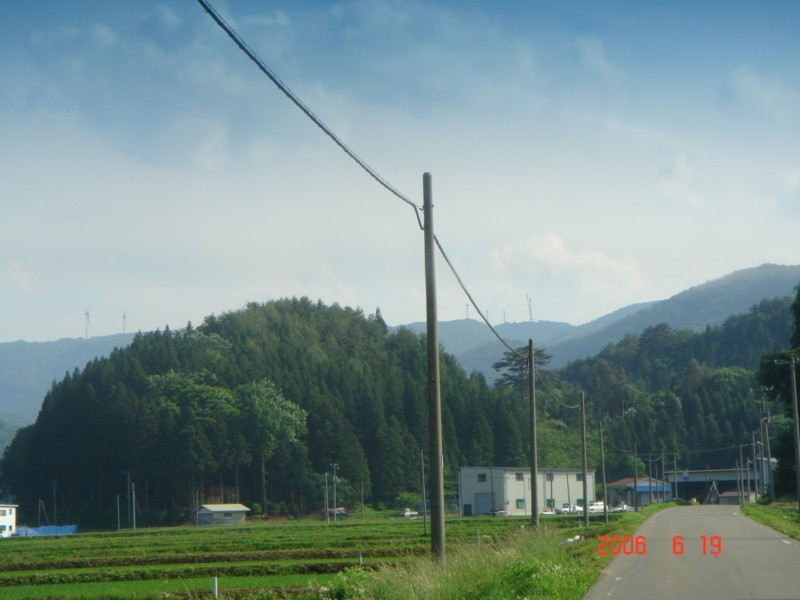
郡山市赤津より布引高原を望む。風車の建設が進む。風車完成までアクセス道路は通行止め。 (平成18年6月)
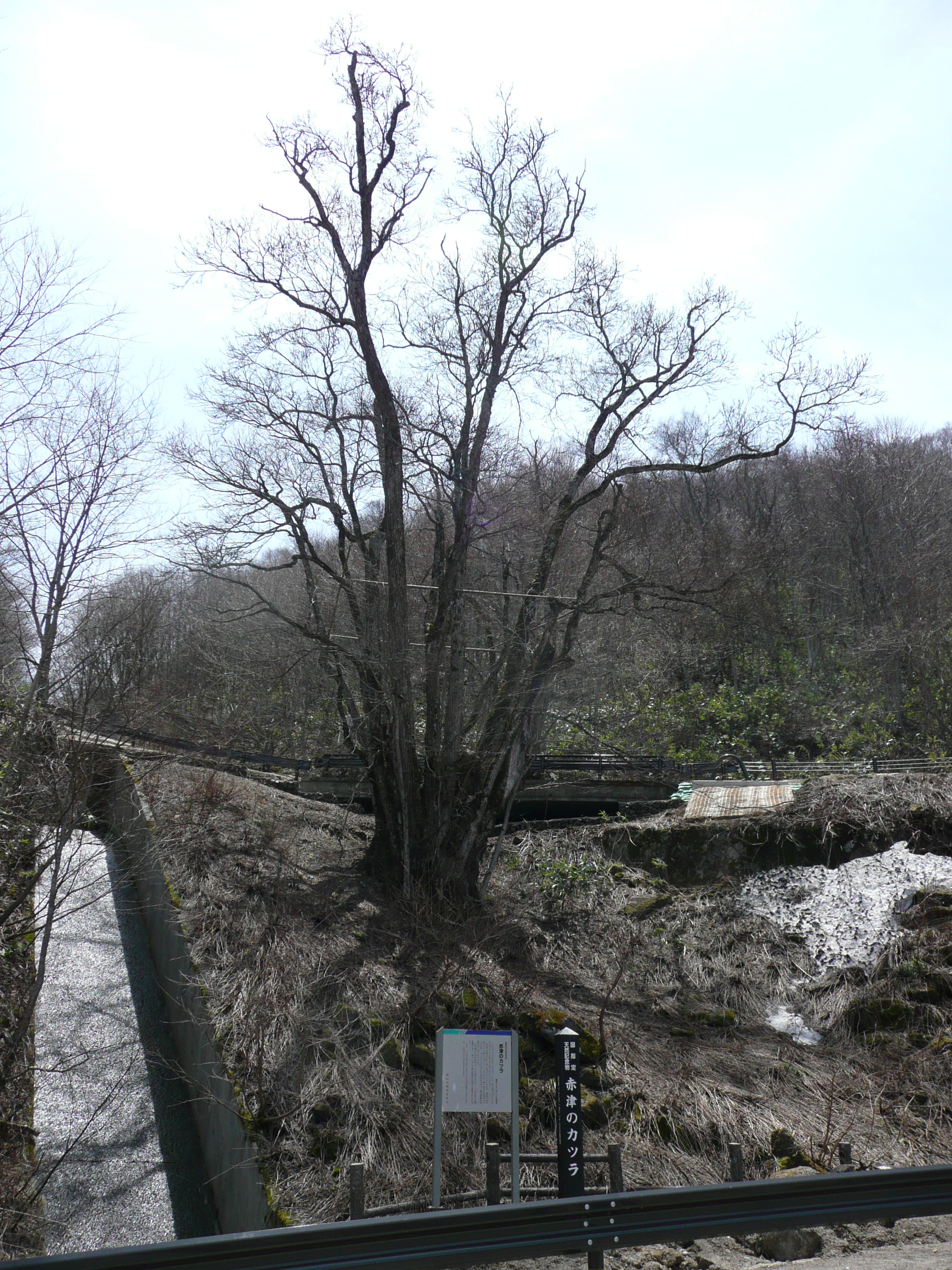
赤津のカツラ。 (平成19年4月)
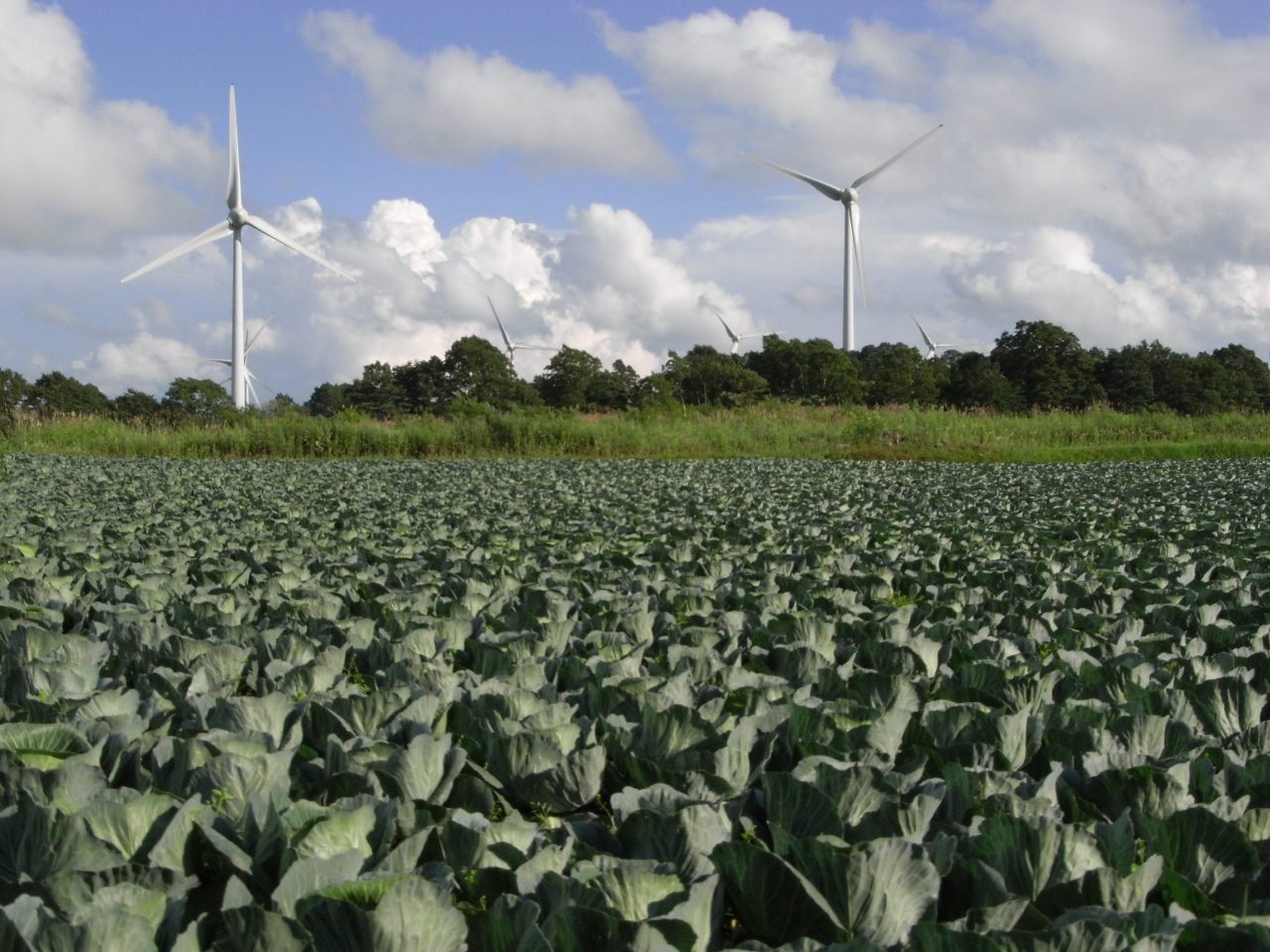
キャベツ畑と風車。 (平成19年8月)
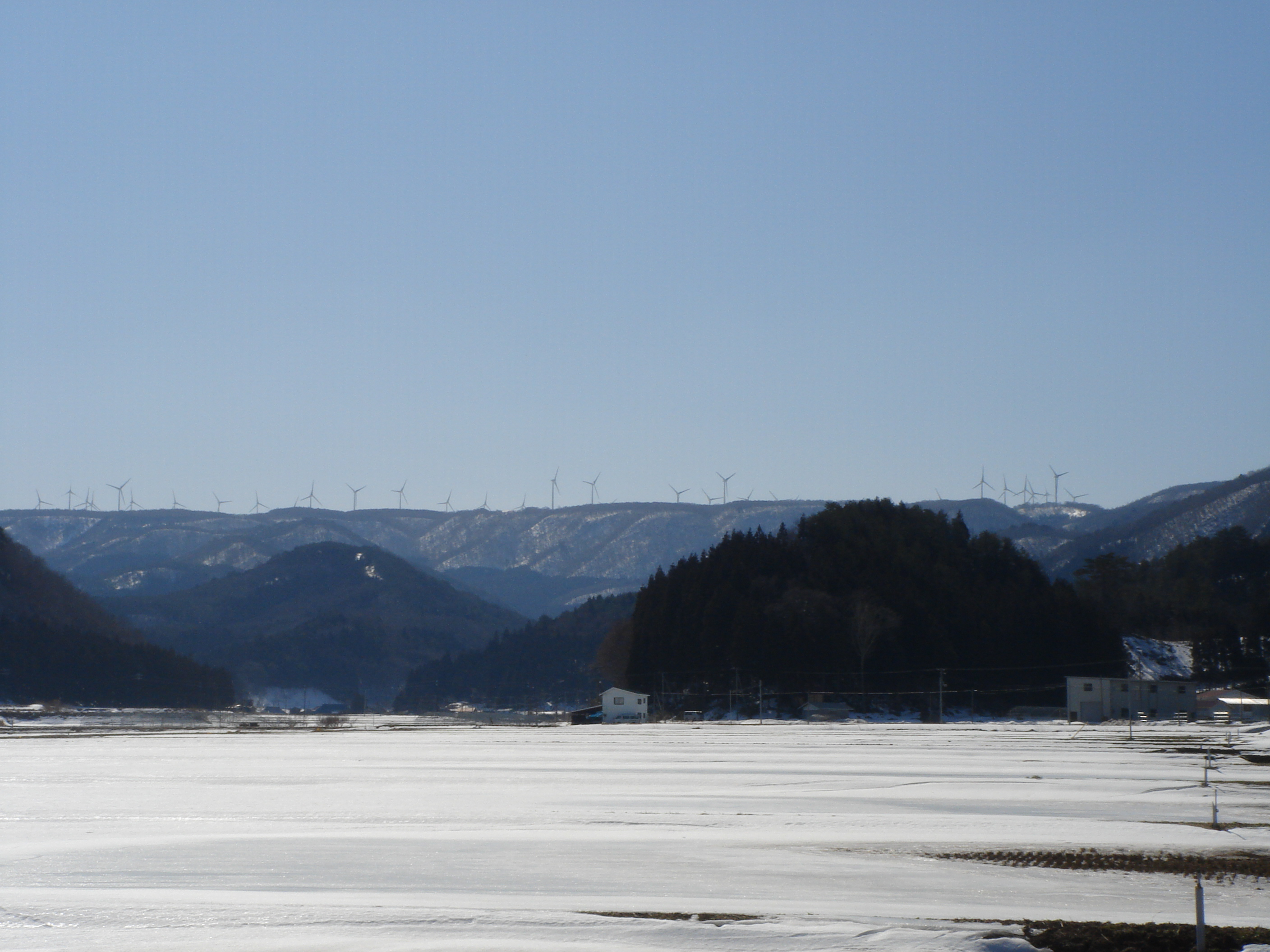
郡山市湖南町赤津より布引高原を望む。33機の風車が確認できる。 (平成19年2月)